# Мальцев Анатолій Іванович
Анатолій Іванович Мальцев (27 листопада 1909 — 7 липня 1967) — радянський математик. Основоположник Сибірської школи «Алгебри і Логіки». Академік АН СРСР (1958).

## Біографія

### Ранні роки
Анатолій Іванович Мальцев народився в родині склодува Мішеронского скляного заводу Мальцева Івана Олександровича. Закінчив школу в 1927 році, після чого вступив в Московський університет. Навчаючись на четвертому курсі, почав працювати асистентом кафедри вищої математики Московського інституту технології зерна і борошна.

### Наукова кар'єра
Після закінчення МГУ в 1931 Мальцев був направлений на роботу в Іваново, де працював спочатку асистентом кафедри вищої математики Енергетичного інституту, а потім перейшов на роботу в Іванівський державний педагогічний інститут, де працював до 1960 року.
З 1934 по 1937 рік Мальцев навчається в аспірантурі МДУ під керівництвом А. Н. Колмогорова. В 1937 Мальцев захищає кандидатську дисертацію «Абелева групи кінцевого рангу без кручення».
В 1936 Мальцев довів одну з основних теорем математичної логіки, відому зараз як «локальна теорема Мальцева». Створений ним метод «опису моделей» дозволив дати загальне вирішення низки проблем, раніше які розв'язувалися з часткових позицій.
C 1939 по 1941 Мальцев навчається в докторантурі Математичного інституту ім. В. А. Стеклова. В 1941у після захисту докторської дисертації «Структура ізоморфно представимих нескінченних алгебр і груп» він стає старшим науковим співробітником цього інституту.
В 1946у Анатолій Іванович отримує Сталінську премію 2-го ступеня за роботи в області теорії груп.
В 1953у Мальцева обирають членом-кореспондентом Академії Наук СРСР.
В 1956у за видатні заслуги в галузі науки Мальцеву присвоєно звання Заслуженого діяча науки РРФСР.
В 1958 академік М. А. Лаврентьєв запрошує Мальцева на роботу в Сибірський науковий центр. У тому ж році Мальцева обирають дійсним членом Академії наук СРСР.
В 1959у Мальцев переїжджає в Новосибірське Академмістечко. З 1960 по 1967 Мальцев завідує відділом алгебри Інституту математики СВ АН СРСР, а також завідує кафедрою алгебри та математичної логіки НГУ.
В 1964у Мальцеву присвоєно звання лауреата Ленінської премії за цикл робіт по застосуванню математичної логіки до алгебри та теорії моделей. В 1967у Мальцева нагороджують орденом Леніна.